# Mário Cláudio
Mário Cláudio (Porto, 6 novembre 1941) est le pseudonyme de l'écrivain portugais Rui Manuel Pinto Barbot Costa.
Licencié en Droit, il est l'auteur d'œuvres de fiction, de poésie, de théâtre et de nouvelles.

## Prix
- Grande Prémio de Romance e Novela APE/IPLB (1984) avec Amadeo
- Prix Pessoa (2004)
- Prémio Clube Literário do Porto (2005)
- Prémio - Personalidade do Ano - Categoria: Literatura | Gala: The Best of Porto (2006)
- Prix Vergílio Ferreira (2008)

## Œuvres publiées

### Fiction
Um Verão Assim (1974)
As Máscaras de Sábado (1976)
Damascena (1983)
Improviso para Duas Estrelas de Papel (1983)
Amadeo (1984)
Guilhermina (1986)
Duas Histórias do Porto (1986)
A Fuga para o Egipto (1987)
Rosa (1988)
A Quinta das Virtudes (1990)
Tocata para Dois Clarins (1992)
Trilogia da Mão (1993)
Itinerários (contos, 1993)
As Batalhas do Caia (1995)
Dois Equinócios (contos, 1996)
O Pórtico da Glória (1997)
O Último Faroleiro de Muckle Flugga (1998)
Peregrinação de Barnabé das Índias (1998)
Uma Coroa de Navios (1998)
Ursamaior (2000)
O Anel de Basalto e Outras Narrativas (narrativas, 2002)
Oríon (romance, 2003)
Gémeos (romance, 2004)
Triunfo do Amor Português (2004)
Camilo Broca (2006)
Boa Noite, Senhor Soares (2008)
Teoria das Nuvens (2023)

### Poésie
Ciclo de Cypris (1969)
Sete Solstícios (1972)
Étimos e Alexandrinos (1973)
A Voz e as Vozes (1977)
Estâncias (1980)
Terra Sigillata (1982)
Dois Equinócios (1996)
Nas Nossas Ruas, ao Anoitecer (2001)
Os Sonetos Italianos de Tiago Veiga (2005)

### Théâtre
Noites de Anto (1988)
A Ilha de Oriente (1989)
Henriqueta Emília da Conceição (1997)
O Estranho Caso do Trapezista Azul (1998)

### Autres œuvres
Meu Porto
Fotobiografia de António Nobre
A Cidade num Bolso
Pintor e a Cidade
Páginas Nobrianas
Júlio Pomar - Um Álbum de Bichos

### Œuvres en français
- La fuite en Égypte, traduction de A fuga para o Egipto, par Marianne Péchereau et Annick Moreau, Éditions Findakly, 2000, 117 p.
- La grande ourse, traduction de  Ursamaior par Ana Corte-Real et Pierre Léglise-Costa, Éditions Métailié, 2006, 159p.
- Amadeo, Trilogie de la main  1, traduction de Amadeo par Pierre Leglise Costa et Richard Charbonneau, Éd. de La Différence, 1988, 166 p.